# Abibe-listrado
O abibe-listrado (Vanellus tricolor) é uma ave marinha de pequeno a médio porte, encontrada em pequenos grupos ou grandes bandos em solo descoberto em pastagens abertas, terras agrícolas e savanas abertas. É nativa da Austrália  e, no passado, considerada uma ave de caça para a caça. A estimativa da população é de 25.000 a 1.000.000.  Outros nomes incluem listrado, peito-preto, rebanho-marrom e tarambola-da-planície .

## Taxonomia
Os abibes pertencem à família Charadriidae (tarambolas) e à subfamília Vanellinae.  Evidências bioquímicas sugerem que as tarambolas são holofiléticas, o que significa que todas as tarambolas modernas, e nenhum outro táxon, compartilham o mesmo ancestral comum. Foi sugerido que a maioria das tarambolas se originou do hemisfério sul e evoluiu em condições áridas e semi-áridas.
Existem 25 espécies existentes de abibe. A África tem a maioria das espécies de abibe, enquanto a América do Norte não tem nenhuma.  A Austrália tem duas espécies nativas, o abibe-mascarado e o abibe-listrado. O abibe-mascarado é dividido em Vanellus miles miles e Vanellus miles novaehollandiae . Os primeiros fósseis da espécie Vanellus eram de depósitos belgas recuperados do Oligoceno médio que datam de 30 milhões de anos atrás, época em que apareceram as primeiras gramíneas.

## Descrição
O abibe-listrado é uma ave limícora de tamanho médio com patas curtas arroxeadas escuras e uma tíbia vermelha opaca. Eles variam de 25 cm a 29 cm de comprimento e pesam em média 190 gramas. Eles têm uma postura ereta e uma caminhada lenta, iniciando um trote mais rápido quando alarmados.  O bico é amarelo claro com ponta preta e um pequeno carúnculo vermelho na base.  O carúnculo e as pontas das asas são mais proeminentes nos machos do que nas fêmeas. aoas abibes-listrados são caracterizados por um gorro preto, garganta e plumas brancas, listras brancas nos olhos e uma faixa preta no peito que se estende de cada lado do pescoço até o rosto.  As íris são amarelas brilhantes.  Eles voam rápido, batidas de asas cortadas, dando-lhes o nome de 'lapwing' na língua inglesa.  Os jovens variam de 22 cm a 25,5 cm de comprimento e pesa entre 124-133 gramas. A plumagem juvenil é semelhante à dos adultos, porém a coroa, a nuca, os lados do pescoço e o peito são manchados de marrom escuro e as penas das partes superiores são castanhas.

## Distribuição e habitat
O abibe-listrado é endêmico da Austrália e é encontrado em todo o continente e na Tasmânia. É raramente encontrado no norte da Austrália e é considerado incomun na maioria das áreas costeiras, não dependendo de pântanos e pode viver longe da água.  O abibe-listrado prefere planícies abertas e áreas de pastagens curtas, como piquetes fortemente pastados, terras agrícolas e grãos de cereais germinados recentemente, mais comumente encontrados no interior  e pastagens nas regiões costeiras e interiores.  Evita áreas de matagal de acácia, exceto onde estas se tornaram mais abertas devido ao sobrepastoreio . A espécie provavelmente se beneficiou do desmatamento de florestas e bosques no sul da Austrália para a agricultura. Fora da época de reprodução, pequenos bandos de abibe-listrado se reúnem e são nômades.  Seus movimentos de uma área para outra são influenciados por condições sazonais. Registros do Atlas de pássaros vitorianos afirmam que o abibe-listrado é mais freqüentemente relatado em Victoria durante a primavera e o inverno, sugerindo que em Victoria se reproduz quando a incidência de chuvas é alta.

## Alimentação
Se alimenta rotineiramente durante o dia e à noite, preferindo áreas com grama muito curta para se alimentar de sementes, insetos incluindo minhocas, formigas, cupins, besouros, baratas, gafanhotos, grilos e lagartas.

## Reprodução
O movimento do abibe-listrado durante a reprodução é quase exclusivamente no interior e para longe de zonas húmidas. Os abibes-listrados são monogâmicos e reproduzem-se normalmente uma vez por ano ao longo da sua distribuição normal. A época de reprodução é de junho a novembro, no entanto, eles podem nidificar em qualquer mês em áreas secas do interior após a chuva.  Geralmente, ele faz seus ninhos em uma área aberta, bem longe de árvores ou arbustos, onde o pássaro sentado tem uma visão ampla e ininterrupta de seus arredores.  Os ninhos são buracos cavados ou depressões no solo geralmente alinhadas com vegetação  e às vezes pequenas pedras, galhos ou fezes de animais. O período de incubação é de 26 a 28 dias e o cuidado com os filhotes é biparental.  Os ovos e pintos são bem camuflados e são geralmente em um tamanho de ninhada de três a quatro ovos, marrom claro com manchas marrons e marrom-escuras por toda a casca.  Os ovos são aproximadamente 42 mm x 32 mm e em forma de pêra.  Durante a época de reprodução, eles são agressivos, defendendo seu território e atacando qualquer predador que se aproxime dos ninhos. As esporas das asas são usadas em combate. Os pintinhos congelam e permanecem imóveis ao sinal de perigo.  Os pais distraem os intrusos frequentemente com exibições de distração e agressão.  Eles atraem o intruso para longe ou protestam ruidosamente, dando voltas ruidosas contra o observador.  Eles têm um som estridente de 'kew-kew-kew' alto quando alarmados ou um som 'er-chill-char, er-chill char' decrescente.  Os jovens podem voar entre três e quatro semanas.  As razões para o fracasso de nidificação incluem atropelamento pelo gado, destruição de ninhos por veículos e perturbação humana excessiva.

## Conservação
A conservação dos abibes-listrados será dependente do manejo apropriado de terras agrícolas e pastoris vez que explora uma variedade de habitats abertos e terras agrícolas, no entanto, não há ameaças imediatas ou sérias à sua sobrevivência futura.